# Vereinigung Deutscher Pilotinnen
Die Vereinigung Deutscher Pilotinnen e. V.  (kurz VDP) ist eine Vereinigung für deutsche Berufs- und Privatpilotinnen. Sie hat etwa 300 Mitglieder.

## Gründung und Geschichte
Die Vereinigung wurde am 6. April 1968 auf Gut Petersau bei Worms von neun Pilotinnen gegründet. Zu den bekanntesten Mitgliedern und Mitgründerinnen zählen Elly Beinhorn, die in den 1930er Jahren etliche Langstreckenflugrekorde aufstellte, unter anderem die Weltumrundung im Alleinflug, und Hanna Reitsch, die erste Hubschrauber- und Jetpilotin der Welt und Rekordhalterin in mehr als 40 Disziplinen aller Klassen und Flugzeugtypen.
Ein weiteres prominentes Mitglied war Vera von Bissing, die sich noch im Alter der Vereinigung anschloss. Heute gehört die Segelkunstfliegerin Andrea Fenzau-Lehmann dem Verein an.
Das Logo des Vereins zeigt die Goldene Rose von Edesse, einen früheren Preis für das beste Damenteam einer historischen Motorflug-Rallye.

## Ziele
Die Ziele des Vereins sind:
- Frauen in der Luftfahrt zusammenbringen und sie in ihrem Selbstverständnis als Pilotinnen zu unterstützen[7][8]
- Angebote zur Weiterbildung für Sport- und Privatpilotinnen zu schaffen, z. B. Gefahreneinweisung, Auslandseinweisung, Gletscherfliegen
- Berufspilotinnen eine Plattform zu bieten, um ihre Belange vorzustellen[9]
- Pilotinnen zu fördern
- Organisation von Rallyes und Fly-Ins für Kontakte und Wettbewerbserfahrung
- Traditionspflege und Information über die Geschichte der ersten Pilotinnen[10][11][12]

## Vereinsarbeit
Die Vereinigung Deutscher Pilotinnen arbeitet mit dem Deutschen Aero Club und der AOPA-Germany zusammen und ist Mitglied bei dem internationalen Pilotinnen-Verband Federation of European Women Pilots (FEWP). Auch die Vereinigung Cockpit fördert sie.
Sie ist als Aussteller auf der Aero Friedrichshafen präsent.